# Okolište (Serbia)
Okolište (cyr. Околиште) – wieś w Serbii, w okręgu niszawskim, w gminie Svrljig. W 2011 roku liczyła 92 mieszkańców.